# Apostolepis ammodites
Apostolepis ammodites é uma espécie de serpente pertencente ao gênero Apostolepis. É endêmica ao Brasil, sendo encontrada nos estados de Bahia, Tocantins, Goiás, Minas Gerais, Mato Grosso e no Distrito Federal.